# Julio César Méndez Montenegro
Julio César Méndez Montenegro (Ciutat de Guatemala, 23 de novembre de 1915 - 30 d'abril de 1996). Professor i després degà de la Facultat de Dret de la Universitat de San Carlos de Guatemala, va ser part en el moviment revolucionari del 20 d'octubre de 1944 i president de la República de Guatemala entre l'1 de juliol de 1966 i l'1 de juliol de 1970, sent l'únic civil a ocupar la presidència de la República dins del període comprès entre 1950 i 1986.